# Era Heisei
Heisei (平成?) o Período Heisei fue el nombre de la era japonesa que se inició el 8 de enero de 1989, un día después de la muerte del emperador Hirohito, cuando su hijo, Akihito, accedió al trono como el 125.º emperador. De acuerdo con las costumbres japonesas, Hirohito fue renombrado póstumamente “Emperador Shōwa” el 31 de enero de 1989.
Así, 1989 corresponde a Era Shōwa 64 hasta el 7 de enero, y a Era Heisei 1 (平成元年Heisei gannen, gannen significa primer año) desde el 8 de enero. La era Heisei terminó el 30 de abril de 2019 (Heisei 31), fecha en la cual el emperador Akihito abdicó el Trono del Crisantemo.
Le sucedió la era Reiwa a partir del 1 de mayo de 2019.

## Historia
El 7 de enero de 1989 a las 7:55 AM JST, el gran intendente de la Agencia de la Casa Imperial de Japón, Shōichi Fujimori, anunció la muerte del emperador Hirohito a las 6:33 AM JST, revelando detalles de su cáncer por primera vez. Poco después de la muerte del emperador, Keizō Obuchi, Secretario Jefe del Gabinete y más tarde primer ministro de Japón, proclamó el fin de la era Shōwa, y anunció el nuevo nombre de la era “Heisei” por el nuevo Emperador, y explicó su significado.
De acuerdo con Obuchi, el nombre de “Heisei” fue tomado de dos libros sobre la historia de China y su filosofía llamado Memorias históricas (史記 Shǐjì) y el Clásico de historia (書経 Shūjīng). En el Shǐjì, la frase "内平外成" (nèi píng wài chéng; Kanbun: 内平かに外成る Uchi tairaka ni soto naru) aparece en una sección ensalzando el sabio gobierno del legendario Emperador Chino Emperador Shun. En el Shūjīng, la frase  "地平天成" (dì píng tiān chéng; Kanbun: 地平かに天成る Chi tairaka ni ten naru, "paz en el cielo y en la tierra") aparece. Combinando los dos significados, Heisei pretende significar “paz en todos lados”. La era Heisei comenzó inmediatamente al día siguiente de la sucesión del trono del Emperador Akihito el 7 de enero de 1989.
En agosto de 2016, el Emperador Akihito dio un discurso televisado a toda la nación, en el que expresó su preocupación de que su edad le impedirá algún día llevar a cabo sus obligaciones oficiales. Esto fue una consecuencia de su deseo de retirarse. La Dieta de Japón aprobó una ley en junio de 2017 que permitía que el trono pasase al hijo de Akihito, Naruhito. Después de reunirse con miembros del Consejo de la Casa Imperial, el primer ministro Shinzō Abe, anunció que el 30 de abril de 2019 sería la fecha de la abdicación de Akihito. El reinado de Naruhito inició el 1 de mayo de 2019, dando comienzo a la Era Reiwa.

## Eventos
1989 marcó el culmen de uno de los crecimientos económicos más rápidos en la historia de Japón. Con un yen fortalecido después del Acuerdo Plaza, el Banco de Japón mantuvo bajas las tasas de interés, haciendo estallar el auge de inversiones que impulsó los valores de las propiedades hasta un 60 por ciento ese año. Poco antes del día de año nuevo, el Nikkei 225 alcanzó su máximo histórico de 39,000. Para 1992, cayó a 15,000, lo que significaba el final de la famosa burbuja económica japonesa. Al momento en que la burbuja especulativa estalló se le conoce como “Colapso de la burbuja” (崩壊 hōkai). Más tarde, Japón experimentó la “década de pérdidas”, la cual consistió en más de diez años de deflación del precio y en gran medida un estancamiento del PIB, donde los bancos japoneses lucharon por resolver sus incobrables deudas y las empresas de otros sectores intentaron reestructurarse.
El escándalo financiero de 1988 ya había erosionado la confianza pública en el Partido Liberal Democrático (LDP) que llevaba controlando el gobierno japonés durante 38 años. En 1993, el LDP fue derrocado por una coalición liderada por Morihiro Hosokawa. Sin embargo, la coalición colapsó ya que los partidos se habían reunido simplemente para derrocar al LDP, y carecía de una posición unificada en casi todos los temas sociales. El LDP volvió al gobierno en 1994, cuando ayudó a elegir al socialista japonés (más tarde socialdemócrata) Tomiichi Murayama como primer ministro.

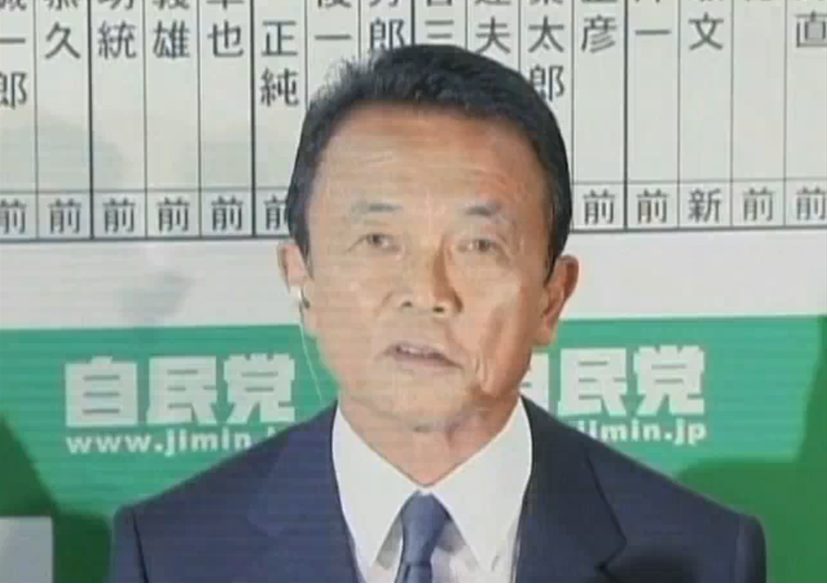
Tarō Asō

En 1995 hubo un enorme terremoto que alcanzó una magnitud de 6,9 en la escala de magnitud de momento en Kōbe, Hyōgo y  el ataque terrorista de gas sarín que ocurrió en el Metro de Tokio perpetrado por miembros del grupo Aum Shinrikyo el lunes 20 de marzo de ese mismo año. El fracaso por parte del gobierno japonés al no reaccionar a estos acontecimientos condujo inmediatamente a la formación de organizaciones no gubernamentales que han desempeñado un papel cada vez más importante en la política japonesa desde entonces.
Durante este periodo, Japón resurgió como una potencia militar. En 1991, Japón prometió miles de millones de dólares americanos para la guerra del Golfo, pero los argumentos constitucionales de Japón impidieron una participación en la guerra real, lo que llevó a que Irán criticara a Japón por solo prometer dinero, pero no apreciaban la forma en que Japón cooperó en esa guerra.
Sin embargo, después de la guerra, los buscadores de minas japoneses fueron enviados como parte del esfuerzo de reconstrucción. Siguiendo la guerra de Irak, en 2003, el gabinete del primer ministro Junichirō Koizumi  aprobó un plan para mandar en torno a 1000 soldados de las fuerzas de autodefensa japonesas para ayudar en la reconstrucción de Irak, el mayor despliegue de tropas de ultramar en el extranjero desde la Segunda Guerra Mundial sin el consentimiento de la ONU. 
El 23 de octubre de 2004, los terremotos de la Prefectura de Niigata sacudieron la región de Hokuriku, dejando 52 víctimas y cientos de heridos (ver Terremoto de Chuetsu de 2004)
Después de una derrota electoral, el primer ministro Shinzō Abe renunció inmediatamente y en otoño de 2007 Yasuo Fukuda se convierte en primer ministro. Fukuda, a su vez, renunció en septiembre de 2008 por una política fallida y Tarō Asō fue elegido por su propio partido.
En agosto de 2009, por primera vez, el Partido Democrático de Japón, ganó 308 escaños en las elecciones de la cámara baja, que terminó con 50 años de una política dominada por el LDP. Como resultado de las elecciones, Tarō Asō renunció como líder del LDP, y Yukio Hatoyama, presidente de DPJ, fue nombrado primer ministro el 16 de septiembre de 2009. Sin embargo, el DPJ pronto se vio envuelto en escándalos por la financiación del partido, en particular con asistentes cercanos a Ichirō Ozawa. Naoto Kan fue elegido por el DPJ como el siguiente primer ministro, pero pronto perdió a una gran mayoría de trabajadores en la elección de la Cámara de Consejeros y en 2010 el incidente de un choque entre un barco pesquero chino y dos barcos patrulla japoneses en las Islas Senkaku provocó un incremento de las tensiones entre Japón y China. La revisión de vehículos de Toyota entre 2009 y 2010 también tuvo lugar durante este tiempo.

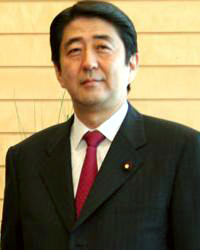
Shinzō Abe

En 2011 una competición de sumo fue cancelada por primera vez en 65 años por el escándalo de un amaño de los resultados.
El 11 de marzo de 2011 a las 2:46 p. m., Japón sufrió unos de los terremotos más grandes registrados en la historia del país, que afectó zonas de las tres regiones de Tohoku, Chubu y Kanto en el noreste de Honshu incluyendo el área de Tokio. El terremoto tuvo una magnitud de 9.0 siendo similar al que tuvo lugar, junto con un tsunami, el 26 de diciembre de 2004 en el sur y el sudeste asiático, y al del devastador terremoto que afectó a Christchurch, la ciudad más grande de Nueva Zelanda, en febrero de 2011. Un tsunami con olas de más de 10 metros (32.5 pies) inundó áreas de varios kilómetros de zona costera, causando un considerable número de incendios. El epicentro del terremoto estaba tan cerca de los pueblos y ciudades costeras que miles de personas no pudieron huir a tiempo, a pesar de tener un sistema de alerta de tsunami. En la central nuclear Fukushima Daichi o Fukushima I y en otras tres centrales nucleares ocurrieron serios problemas con el sistema de enfriamiento, en última instancia dándose el caso más grave de contaminación radioactiva desde el desastre de Chernóbil. (Ver Accidente nuclear Fukushima I) Al mismo tiempo y por este motivo, también hubo una escasez de energía eléctrica. Después del terremoto, por primera vez el Emperador se dirigió a través de un transmisión televisiva grabada a toda la nación.
En agosto de 2011, Kan renunció y Yoshihiko Noda fue designado primer ministro. Más tarde ese mismo año, la empresa Olympus admitió importantes irregularidades contables. Noda presionó para que Japón considerara unirse al Acuerdo Estratégico Transpacífico de Asociación Económica pero fue derrotado en las elecciones de 2012, siendo reemplazado por Shinzō Abe.
Abe trató poner fin a la deflación, pero Japón entró de nuevo en una recesión en 2014, en gran parte debido a un aumento en el impuesto de las ventas al 8%. Abe convocó elecciones en diciembre y prometió demorar más alzas en los impuestos a las ventas hasta 2018. Abe ganó las elecciones.
En septiembre de 2015, después de mucha controversia y debate, la Dieta Nacional dio la aprobación final a la legislación que ampliaba el papel del ejército japonés en el extranjero.
En 2018,  las graves e intensas lluvias en el oeste de Japón causaron muchas muertes en Hiroshima y Okayama. Además un terremoto sacudió a Hokkaido, dejando 41 víctimas y causando un apagón en toda la región. (Ver terremoto de Hokkaido)

## Tabla de conversión
Para convertir cualquier año del calendario gregoriano entre 1989 y 2019 a la Era Heisei, es necesario restar 1989 del año en cuestión y después sumar 1.
| Heisei | 1    | 2    | 3    | 4    | 5    | 6    | 7    | 8    | 9    | 10   | 11   | 12   | 13   | 14   | 15   | 16   |
| AD     | 1989 | 1990 | 1991 | 1992 | 1993 | 1994 | 1995 | 1996 | 1997 | 1998 | 1999 | 2000 | 2001 | 2002 | 2003 | 2004 |
| Heisei | 17   | 18   | 19   | 20   | 21   | 22   | 23   | 24   | 25   | 26   | 27   | 28   | 29   | 30   | 31   |      |
| AD     | 2005 | 2006 | 2007 | 2008 | 2009 | 2010 | 2011 | 2012 | 2013 | 2014 | 2015 | 2016 | 2017 | 2018 | 2019 |      |

El Año 2019 hasta el 30 de abril de dicho año, cuando abdicó al trono